# Lentigo lentiginosus
Lentigo lentiginosus is een slakkensoort uit de familie Strombidae. De wetenschappelijke naam werd gepubliceerd in 1758 door Carl Linnaeus in de tiende editie van Systema naturae.

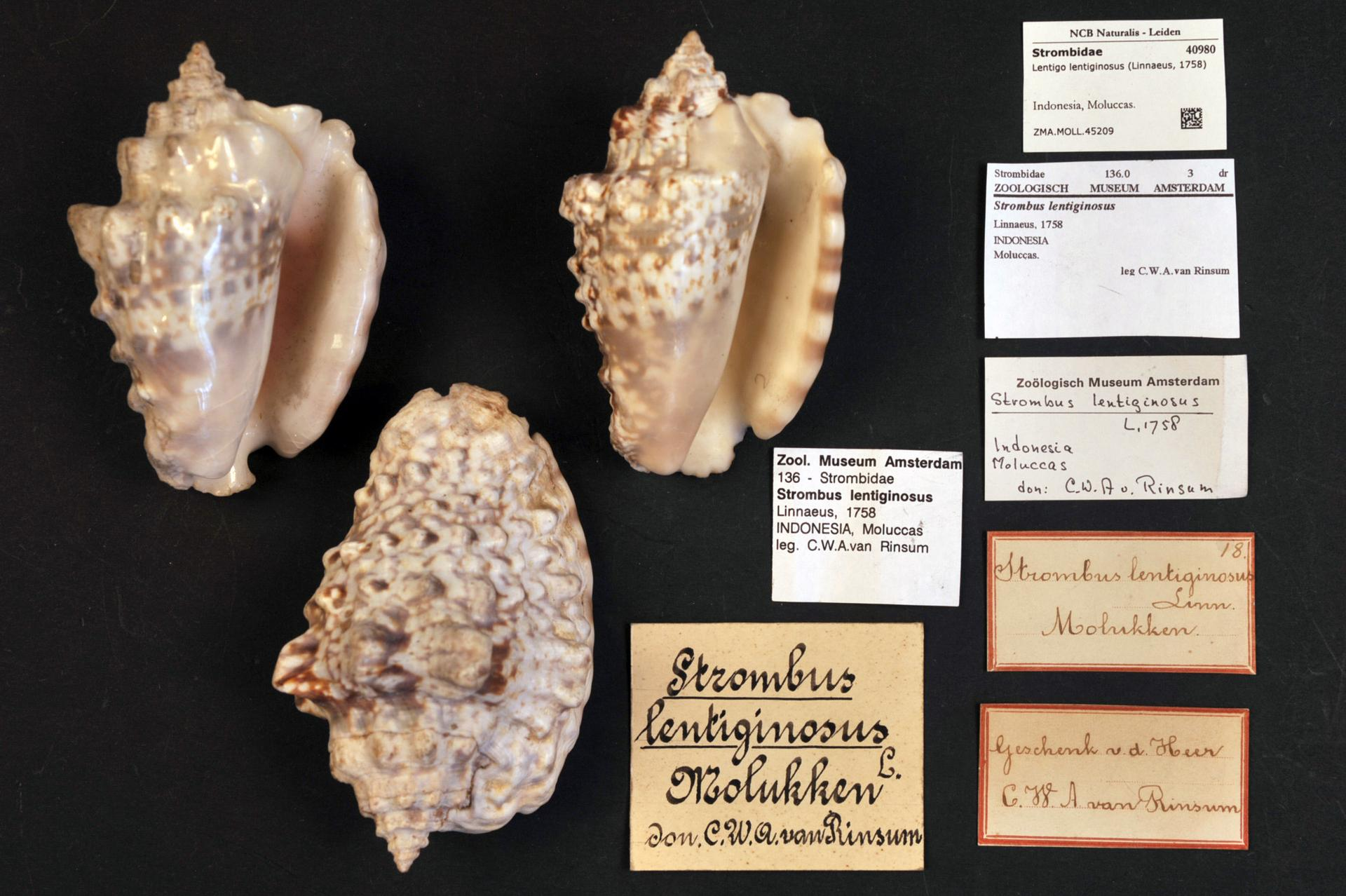
Museumexemplaren van Naturalis